# Båtsfjord (localidad)
Båtsfjord es el centro administrativo del municipio de Båtsfjord, en la provincia de Finnmark, Noruega. La localidad se encuentra en el fiordo Båtsfjorden, una ensenada del mar de Barents, a lo largo de la península de Varanger. Se puede acceder mediante  el de aeropuerto de Båtsfjord, ubicado al sur de la villa, o a través del servicio de transporte marítimo Hurtigruten, que tiene una parada en la ciudad de Båtsfjord.

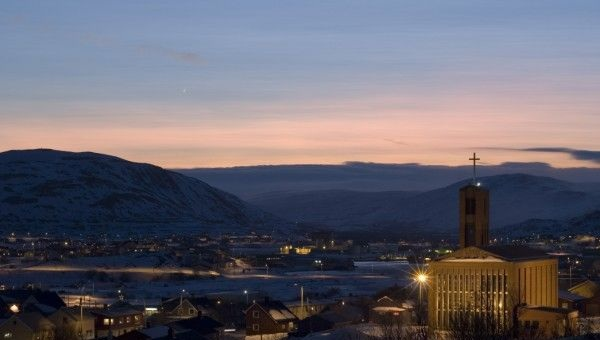
Vista del pueblo por la noche

El radio urbano se extiende por 1.44 km², y posee una población de 2212 habitantes y allí es  donde reside el 98% de la población total del municipio .
Båtsfjord es uno de los puertos pesqueros más importantes de Finnmark, y posee una importante industria de procesamiento de pescado. 
Fue víctima de ataques alemanes y soviéticos durante la Segunda Guerra Mundial.